# Hellen Kimaiyo
Hellen Kimaiyo Kipkoskei (Moibém, 8 de setembro de 1968) é uma ex-meia-fundista profissional queniana.
Hellen Kimaiyo venceu a Corrida Internacional de São Silvestre, em 1993.